# 2023年銀川ガス爆発
2023年銀川ガス爆発（2023ねんぎんせんガスばくはつ）は現地時間2023年6月21日20時40分頃に中華人民共和国の寧夏回族自治区銀川市興慶区の飲食店で発生したガス爆発。この事故で31人が死亡し、7人が負傷した。
中国国内では、江蘇省の工場で78人が死亡した2019年の事故以来、最も死者の多い爆発事故となった。

## 概要
事故が起きたのは串焼きなどを提供するバーベキュー店で、地元では人気の店であった。
爆発の1時間ほど前、店員がガス漏れの臭いに気付き、壊れていたガスタンクのバルブを交換していたところ爆発が発生した。事故発生当時は客が混み合う時間帯で、死亡した人のうち、多くの人の死因は窒息死で、中には高校生や高齢者もいたとされる。

## 影響
周辺住民64人が、ホテルへの避難を余儀なくされた。

## 対応
- 習近平国家主席（党総書記）は重大な事故の防止を求める重要指示を出し、作業グループを現地に派遣した[4]。
- 地元当局は店長など9人を拘束し、事故の原因を調べている[4]。